# Zlata školjka
Zlata školjka (špansko Concha de Oro; baskovsko Urrezko Maskorra) je najvišja nagrada Mednarodnega filmskega festivala v San Sebastiánu, ki jo podeljujejo od leta 1957. Prej, 1953 in 1954, se je imenovala Gran Premio, 1955 in 1956 pa je bila uvedena srebrna školjka. Šest režiserjev je nagrado prejelo dvakrat: Francis Ford Coppola (ZDA; 1969, 1984), Manuel Gutiérrez Aragón (Španija; 1982, 1986), Arturo Ripstein (Mehika; 1993, 2000), Bahman Ghobadi (Iran; 2004, 2006), Imanol Uribe (Španija; 1994, 1996) in Isaki Lacuesta (Španija; 2011, 2019).

## Dobitniki nagrade
| Leto | Film                                          | Režiser                            | Država                                       |
| ---- | --------------------------------------------- | ---------------------------------- | -------------------------------------------- |
| 1953 | La Guerra de Dios                             | Rafael Gil                         | Španija*                                     |
| 1954 | Sierra maldita                                | Antonio del Amo                    | Španija                                      |
| 1955 | Giorni d'amore                                | Giuseppe de Santis                 | Italija                                      |
| 1956 | Il ferroviere                                 | Pietro Germi                       | Italija*                                     |
| 1957 | Oh! Sabella (La nonna Sabella)                | Dino Risi                          | Italija                                      |
| 1958 | Ewa chce spac                                 | Tadeusz Chmielewski                | Poljska*                                     |
| 1959 | The Nun's Story                               | Fred Zinnemann                     | ZDA*                                         |
| 1960 | Romeo, Julija in tema                         | Jiri Weiss                         | Češkoslovaška*                               |
| 1961 | One-Eyed Jacks                                | Marlon Brando                      | ZDA                                          |
| 1962 | L’isola di Arturo                             | Damiano Damiani                    | Italija                                      |
| 1963 | Mafioso                                       | Alberto Lattuada                   | Italija                                      |
| 1964 | America, America                              | Elia Kazan                         | ZDA                                          |
| 1965 | Zlatá reneta Mirage                           | Otakar Vávra Edward Dmytryk        | Češkoslovaška · ZDA                          |
| 1966 | I Was Happy Here                              | Desmond Davis                      | Združeno kraljestvo                          |
| 1967 | Two for the Road                              | Stanley Donen                      | ZDA                                          |
| 1968 | The Long Day’s Dying                          | Peter Collinson                    | Združeno kraljestvo                          |
| 1969 | The Rain People                               | Francis Ford Coppola               | ZDA                                          |
| 1970 | Ondata di calore                              | Nelo Risi                          | Italija                                      |
| 1971 | Le genou de Claire                            | Eric Rohmer                        | Francija*                                    |
| 1972 | The Glass House                               | Tom Gries                          | ZDA                                          |
| 1973 | El espíritu de la colmena                     | Víctor Erice                       | Španija                                      |
| 1974 | Badlands                                      | Terrence Malick                    | ZDA                                          |
| 1975 | Furtivos                                      | José Luis Borau                    | Španija                                      |
| 1976 | Tabor ujodit v nebo                           | Emil Loteanu                       | Sovjetska zveza*                             |
| 1977 | Neokončennaja pesa dlja mehaničeskogo pianino | Nikita Mikhalkov                   | Sovjetska zveza                              |
| 1978 | The Illegal (Alambrista!)                     | Robert M. Young                    | ZDA                                          |
| 1979 | Oseni marafon                                 | Georgi Daneliya                    | Sovjetska zveza                              |
| 1980 | Dyrygent                                      | Andrzej Wajda                      | Poljska                                      |
| 1981 | Storie di ordinaria follia                    | Marco Ferreri                      | Italija                                      |
| 1982 | Demonios en el jardín                         | Manuel Gutiérrez Aragón            | Španija                                      |
| 1983 | Coup de foudre                                | Diane Kurys                        | Francija                                     |
| 1984 | Rumble Fish                                   | Francis Ford Coppola               | ZDA                                          |
| 1985 | Yesterday                                     | Radoslaw Piwowarski                | Poljska                                      |
| 1986 | La mitad del cielo                            | Manuel Gutiérrez Aragón            | Španija                                      |
| 1987 | Urs al-jalil                                  | Michel Khleifi                     | Belgija* - Francija - Izrael*                |
| 1988 | On the Black Hill                             | Andrew Grieve                      | Združeno kraljestvo                          |
| 1989 | Homer and Eddie La nación clandestina         | Andrei Konchalovski Jorge Sanjinés | ZDA · Bolivija*                              |
| 1990 | Las cartas de Alou                            | Montxo Armendáriz                  | Španija                                      |
| 1991 | Alas de Mariposa                              | Juanma Bajo Ulloa                  | Španija                                      |
| 1992 | Un lugar en el mundo                          | Adolfo Aristarain                  | Argentina*                                   |
| 1993 | Principio y fin Sara                          | Arturo Ripstein Dariush Mehrjui    | Mehika* · Iran*                              |
| 1994 | Días contados                                 | Imanol Uribe                       | Španija                                      |
| 1995 | Margaret's Museum                             | Mort Ransen                        | Kanada* - Združeno kraljestvo                |
| 1996 | Bwana Trojan Eddie                            | Imanol Uribe Gillies Mackinnon     | Španija · Irska*                             |
| 1997 | Rien ne va plus                               | Claude Chabrol                     | Francija                                     |
| 1998 | El viento se llevó lo qué                     | Alejandro Agresti                  | Argentina - Francija - Nizozemska* - Španija |
| 1999 | C'est quoi la vie?                            | François Dupeyron                  | Francija                                     |
| 2000 | La perdición de los hombres                   | Arturo Ripstein                    | Mehika - Španija                             |
| 2001 | Taxi para tres                                | Orlando Lübbert                    | Čile*                                        |
| 2002 | Los lunes al sol                              | Fernando León de Aranoa            | Španija - Francija - Italija                 |
| 2003 | Schussangst                                   | Dito Tsintsadze                    | Nemčija*                                     |
| 2004 | Lakposhtha parvaz mikonand                    | Bahman Ghobadi                     | Iran - Irak*                                 |
| 2005 | Štěstí                                        | Bohdan Sláma                       | Češka*                                       |
| 2006 | Niwemann Mon fils à moi                       | Bahman Ghobadi Martial Fougeron    | Iran · Francija                              |
| 2007 | A Thousand Years of Good Prayers              | Wayne Wang                         | ZDA                                          |
| 2008 | Pandora'nın kutusu                            | Yeşim Ustaoğlu                     | Turčija* - Belgija - Francija - Nemčija      |
| 2009 | Nánjīng! Nánjīng!                             | Lu Chuan                           | Kitajska*                                    |
| 2010 | Neds                                          | Peter Mullan                       | Združeno kraljestvo - Francija - Italija     |
| 2011 | Los pasos dobles                              | Isaki Lacuesta                     | Španija - Švica                              |
| 2012 | Dans la maison                                | François Ozon                      | Francija                                     |
| 2013 | Pelo Malo                                     | Mariana Rondón                     | Venezuela*- Peru*- Nemčija                   |
| 2014 | Magical Girl                                  | Carlos Vermut                      | Španija                                      |
| 2015 | Þrestir                                       | Rúnar Rúnarsson                    | Danska*- Islandija*                          |
| 2016 | Wo bu shi Pan Jin Lian                        | Feng Xiaogang                      | Kitajska                                     |
| 2017 | The Disaster Artist                           | James Franco                       | ZDA                                          |
| 2018 | Entre dos aguas                               | Isaki Lacuesta                     | Španija                                      |
| 2019 | Pacificado                                    | Paxton Winters                     | Brazilija*                                   |
| 2020 | Dasatskisi                                    | Déa Kulumbegashvili                | Francija- Gruzija*                           |

*označuje prvič nagrajeno državo